# Патадумбара (підрозділ окружного секретаріату)
Підрозділ окружного секретаріату Патадумбара — підрозділ окружного секретаріату округу Канді, Центральна провінція, Шрі-Ланка. Складається з 52 Грама Ніладхарі.